# Dan Goldman

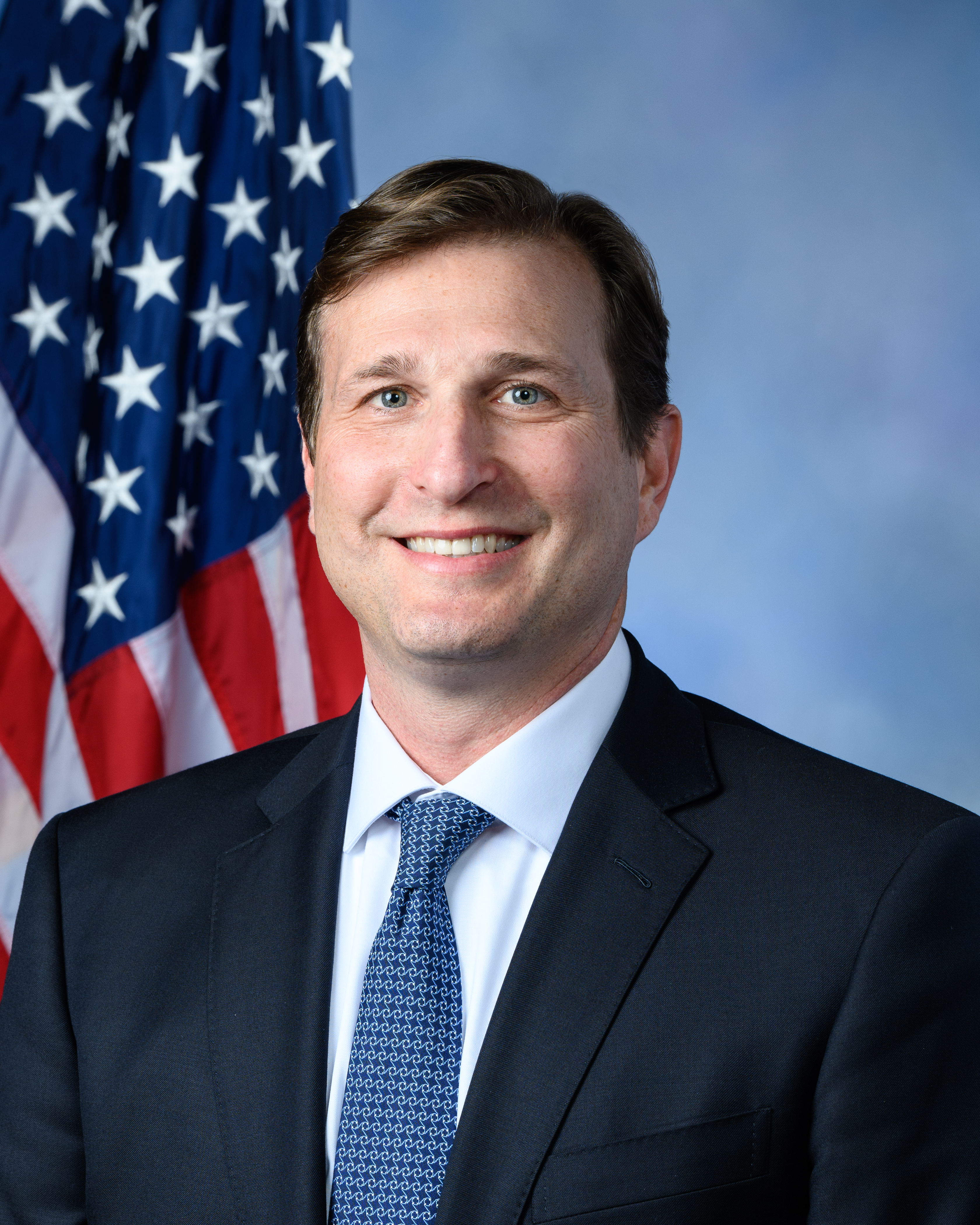
Dan Goldman (2023)

Daniel „Dan“ Sachs Goldman (* 26. Februar 1976 in Washington, D.C.) ist ein US-amerikanischer Rechtsanwalt und Politiker der Demokratischen Partei. Während des Ersten Amtsenthebungsverfahrens (impeachment) gegen den damaligen US-Präsidenten Donald Trump war er Leitender Anwalt der Anklage. Seit dem 3. Januar 2023 vertritt er den 10. Kongresswahlbezirk des Bundesstaats New York im US-Repräsentantenhaus. Mit einem geschätzten Vermögen von bis zu 253 Millionen US-Dollar gehörte er zu den reichsten Mitgliedern des 118. Kongresses.

## Ausbildung und Leben
Goldman entstammt einer vermögenden Familie; sein Urgroßvater war Walter A. Haas, Geschäftsführer und Erbe des Textilunternehmens Levi Strauss & Co. sowie Mitbegründer einer Supermarktkette. Goldmans Vater war Bundesstaatsanwalt und starb, als Goldman noch ein Kind war. Goldman hat zwei Geschwister; sein Bruder Bill starb 2017 im Alter von 38 Jahren bei einem Flugzeugabsturz. Goldman wuchs in Washington, D.C. auf und besuchte dort die Sidwell Friends School. Danach nahm er ein Geschichtsstudium an der Yale University auf, welches er 1998 mit einem Bachelor of Arts abschloss. Zwischen 1998 und 2001 arbeitete er als Rechercheur in der Sport- und Olympia-Redaktion für NBC. Von 2001 bis 2005 absolvierte er mit Auszeichnung ein Studium an der Law School der Stanford University.
Goldman ist jüdischer Konfession. Von 2002 bis 2008 war er mit der ehemaligen kanadischen Sportlerin und Anwältin Anne Montminy verheiratet und hat mit ihr zwei Kinder. Seit 2013 ist er mit Corinne Levy verheiratet, mit der er drei weitere Kinder hat. Er lebt mit seiner Familie im Stadtteil Tribeca in Manhattan.

## Juristische Laufbahn
Nach seinem Jurastudium war er Rechtsreferendar (legal clerk) an einem Bundesbezirksgericht in Kalifornien und am Bundesberufungsgericht in New York City. Von 2007 bis 2017 war er stellvertretender Bundesstaatsanwalt im Southern District of New York. Die Behörde wurde in dieser Zeit von Preet Bharara geleitet. Goldman verfolgte in dieser Zeit unter anderem Fälle aus dem Bereich des Organisierten Verbrechens, des Wertpapierbetrugs und der Wirtschaftskriminalität. Nach seinem Ausscheiden aus der Staatsanwaltschaft 2017 war er unter anderem als Rechtsexperte für die Fernsehsender NBC News und MSNBC tätig.
Ab Februar 2019 war er als Anwalt und Direktor für Ermittlungen dem Geheimdienstausschuss im US-Repräsentantenhaus zugeordnet. Während des Ersten Amtsenthebungsverfahrens (impeachment) gegen den damaligen US-Präsidenten Donald Trump von Dezember 2019 bis Februar 2020 war er Leitender Anwalt der Anklage. Nach den Anhörungen zur Beweisaufnahme erhob das demokratisch kontrollierte Repräsentantenhaus mit einfacher Mehrheit Anklage vor dem US-Senat. Dort sprach die republikanische Mehrheit Trump in beiden Anklagepunkten frei.

## Politische Karriere

### Kandidatur als Attorney General
Im November 2021 kündigte Goldman seine Kandidatur für das Amt als Attorney General des Bundesstaats New York bei den Wahlen 2022 an, nachdem die bisherige Amtsinhaberin Letitia James zugunsten einer Kandidatur als Gouverneurin auf eine Wiederwahl verzichtet hatte. Im Dezember des gleichen Jahres änderte James ihre Meinung jedoch und kündigte an, erneut als Attorney General zur Wahl zu stehen. Daraufhin zog Goldman seine Kandidatur zurück.

### US-Repräsentantenhaus
Stattdessen bewarb sich Goldman 2022 um die Nominierung der Demokraten im neu zugeschnittenen 10. Kongresswahlbezirk von New York. Der Wahlkreis umfasst den südlichen Teil von Manhattan, die Upper West Side sowie westliche Teile von Brooklyn und gilt als demokratische Hochburg. Insgesamt bewarben sich neben Goldman 12 weitere Interessenten um die Nominierung, darunter auch der damalige Kongressabgeordnete Mondaire Jones – dessen Wahlkreis in den New Yorker Vororten im Zuge des Neuzuschnitts weggefallen war –, die ehemalige Kongressabgeordnete Elizabeth Holtzman sowie New Yorks ehemaliger Bürgermeister Bill de Blasio. Trotz dieses prominent besetzten Feldes konnte sich Goldman mit 25,7 Prozent der Stimmen und circa 1300 Stimmen Vorsprung vor seiner nächsten Konkurrentin durchsetzen. Bei der eigentlichen Wahl im November 2022 zum 118. Kongress gewann er das Mandat mit 84,4 % der abgegebenen Stimmen gegen seine republikanische Herausforderin Benine Hamdan. Seine Amtszeit begann am 3. Januar 2023. 2024 gelang ihm die Wiederwahl für eine zweite Amtszeit.
Im 118. Kongress saß Goldman in folgenden Ausschüssen und Unterausschüssen (in kursiv):
- United States House Committee on Oversight and Accountability (Ausschuss für Aufsicht und Rechenschaftspflicht)
  - Nationale Sicherheit, Grenzschutz und Auswärtige Angelegenheiten
- United States House Committee on Homeland Security (Ausschuss für Innere Sicherheit)
  - Terrorismusbekämpfung, Polizeibehörden und Geheimdienstarbeit
  - Katastrophenschutz und Technologie
- Select Subcommittee on the Weaponization of the Federal Government (Sonderausschuss zum Einsatz der Bundesregierung als Waffe)

Bei der folgenden Kongresswahl 2024 trat Dan Goldman zur Wiederwahl an und konnte sich in der Vorwahl mit 65,9 % gegen zwei Mitbewerber durchsetzen. Die Hauptwahl im November gegen Alexander Dodenhoff von den Republikanern und Paul Briscoe von der Constitution Party mit 82,3 %. Goldman ist damit auch im Repräsentantenhaus des 119. Kongress vertreten, dessen Legislaturperiode bis zum 3. Januar 2027 dauert.